# Stanislau de Cracovia
Stanislau de Cracovia (n. cca. 1036, Szczepanów, d. 1079, Cracovia) a fost un episcop al Diecezei de Cracovia, ucis din porunca regelui Boleslav. A fost canonizat în anul 1253. Este sărbătorit ca sfânt patron al Poloniei, împreună cu Sfântul Florian, Adalbert de Praga și Maica Domnului.

## Viața
Născut în orașul Szczepanów (în apropiere de Cracovia), în Polonia, în jurul anului 1036, și-a făcut studiile la Liège. După ce a fost hirotonit preot, i-a urmat, în 1072, lui Lambert, episcopul Cracoviei. Și-a condus dieceza ca un bun păstor, ajutând pe cei săraci și vizitându-și preoții în fiecare an. A trăit în strictă sărăcie; după moartea părinților și-a împărțit moștenirea săracilor. A fost ucis în 1079 din porunca regelui Boleslav, pe care îl mustrase pentru faptele sale și îl amenințase cu excomunicarea.

## Cult
Catedrala din Cracovia se află sub patronajul său.
Este sărbătorit în Biserica Catolică la 11 aprilie.